# Nội tiết tố sinh dục

Sinh tổng hợp hormon Steroid

Nội tiết tố sinh dục là các hormon góp phần trong sự phát triển của tuyến sinh dục, sự phát triển của các đặc tính tình dục và quy định các chức năng tình dục., được gọi là hoóc môn giới tính. Hóc môn sinh dục được phân loại như vậy theo cách thức ảnh hưởng của chúng và không thuộc cho một lớp chất hóa học đồng nhất; Chúng bao gồm, ví dụ, hormone steroid (hoặc thụ thể steroid của chúng) cũng như các protein nhất định. Việc này cũng bao gồm, theo một nghĩa rộng hơn, những hormone cao cấp quy định các quá trình hoóc môn thông qua hệ thống tuyến yên vùng dưới đồi.
Mặc dù giới tính được phân biệt trong những phần dưới đây, nhưng cần lưu ý rằng không có hormone đặc hiệu về giới tính. Sự khác biệt giữa giới tính là lượng hoocmon giới tính sản xuất cũng như khả năng phản ứng của cơ thể với các hoocmon giới tính rất khác nhau.

## Nội tiết tố sinh dục phụ nữ

Các giá trị huyết thanh của [oestradiol], progesterone, FSH và LH trong chu kỳ kinh nguyệt.

Chủ yếu là estrogen và gestagen phải được đề cập đến.
Vùng dưới đồi:
- Gonadotropin Releasing Hormone (GnRH) được phát ra từ các nơron (tế bào thần kinh) GnRH

Tuyến yên:
- Hormon kích thích nang noãn - FSH (Follicle Stimulating Hormone).
- Hormon kích thích hoàng thể - LH (Luteinizing Hormone).

Buồng trứng:
- Estrogen
- Gestagen

Nhau thai:
- hCG (khi có thai)

## Nội tiết tố sinh dục đàn ông

Hệ thống điều hòa hormone ở đàn ông

Nội tiết tố sinh dục (Androgen) đóng vai trò quan trọng ở đây, quan trọng nhất là Testosteron.
Vùng dưới đồi:
- Gonadotropin Releasing Hormone (GnRH) được phát ra từ các nơron (tế bào thần kinh) GnRH

Tuyến yên:
- Hormon kích thích nang noãn - FSH (Follicle Stimulating Hormone).
- Hormon kích thích hoàng thể - LH (Luteinizing Hormone).

Tinh hoàn:
- Androgen
- Androstenon

## Nội tiết tố sinh dục nhân tạo
Hoóc môn giới tính tổng hợp là, một mặt, dẫn chất của estrogen tự nhiên và gestagen tự nhiên và được sử dụng cho mục đích ngừa thai; mặt khác nó có thể là dẫn xuất của androgen, các chất anabolika dùng trong doping.

## Literatur
- Bernhard Kleine, Winfried G. Rossmanith: Hormone und Hormonsystem - Lehrbuch der Endokrinologie. 3., vollständig überarbeitete und erweiterte Auflage. Springer, Berlin/ Heidelberg 2014, ISBN 978-3-642-37092-2.